# Пінчер-Крик № 9 (муніципальний район)
Пінчер-Крик № 9 (англ. Pincher Creek No. 9) — муніципальний район в Канаді, у провінції Альберта.

## Населення
За даними перепису 2016 року, муніципальний район нараховував 2965 жителів, показавши скорочення на 6,1%, порівняно з 2011-м роком. Середня густина населення становила 0,9 осіб/км².
З офіційних мов обидвома одночасно володіли 130 жителів, тільки англійською — 2 825, а 10 — жодною з них. Усього 300 осіб вважали рідною мовою не одну з офіційних, з них 5 — українську.
Працездатне населення становило 69,7% усього населення, рівень безробіття — 6,1% (8% серед чоловіків та 4,1% серед жінок). 61,6% були найманими працівниками, 38,1% — самозайнятими.
Середній дохід на особу становив $50 389 (медіана $34 921), при цьому для чоловіків — $59 987, а для жінок $40 119 (медіани — $44 544 та $27 936 відповідно).
24,7% мешканців мали закінчену шкільну освіту, не мали закінченої шкільної освіти — 15,5%, 59,8% мали післяшкільну освіту, з яких 27,8% мали диплом бакалавра, або вищий, 10 осіб мали вчений ступінь.
| Статево-вікова структура населення | Статево-вікова структура населення | Статево-вікова структура населення | Статево-вікова структура населення | Статево-вікова структура населення |
| ---------------------------------- | ---------------------------------- | ---------------------------------- | ---------------------------------- | ---------------------------------- |
|                                    |                                    |                                    |                                    |                                    |
| Всього                             | Всього                             | 51,2%48,8%                         |                                    |                                    |
| 0 — 14 років                       | 0 — 14 років                       |                                    | 16,8%                              | 16,8%                              |
| 15 — 64 років                      | 15 — 64 років                      |                                    | 60,8%                              | 60,8%                              |
| 65 і більше                        | 65 і більше                        |                                    | 22,4%                              | 22,4%                              |
| 85 і більше                        | 85 і більше                        |                                    | 1%                                 | 1%                                 |
| Середній вік (років)               | Середній вік (років)               | 44,343,9                           | 44,1                               | 44,1                               |
| Медіана (років)                    | Медіана (років)                    | 49,148,0                           | 48,6                               | 48,6                               |
| — чоловіки — жінки                 |                                    |                                    |                                    |                                    |

| Походження мешканців:     | Походження мешканців:     | Походження мешканців: | Походження мешканців: | Походження мешканців: |
| ------------------------- | ------------------------- | --------------------- | --------------------- | --------------------- |
| Походження                |                           |                       | осіб                  | %                     |
| Корінні американці        | Корінні американці        |                       | 150                   | 5.88%                 |
| Інше північноамериканське | Інше північноамериканське |                       | 805                   | 31.57%                |
| Європейське               | Європейське               |                       | 2 085                 | 81.76%                |
| британське                | британське                |                       | 1 250                 | 49.02%                |
| французьке                | французьке                |                       | 390                   | 15.29%                |
| українське                | українське                |                       | 180                   | 7.06%                 |
| Африканське               | Африканське               |                       | 10                    | 0.39%                 |
| Азійське                  | Азійське                  |                       | 30                    | 1.18%                 |

| Зайнятість населення за галузями (за класифікацією NOC): | Зайнятість населення за галузями (за класифікацією NOC): | Зайнятість населення за галузями (за класифікацією NOC): | Зайнятість населення за галузями (за класифікацією NOC): | Зайнятість населення за галузями (за класифікацією NOC): |
| -------------------------------------------------------- | -------------------------------------------------------- | -------------------------------------------------------- | -------------------------------------------------------- | -------------------------------------------------------- |
|                                                          |                                                          |                                                          |                                                          |                                                          |
| Управління                                               | Управління                                               |                                                          | 27,8%                                                    | 27,8%                                                    |
| Бізнес, фінанси та адміністрування                       | Бізнес, фінанси та адміністрування                       |                                                          | 9,4%                                                     | 9,4%                                                     |
| Природничі та прикладні науки                            | Природничі та прикладні науки                            |                                                          | 6,5%                                                     | 6,5%                                                     |
| Охорона здоров'я                                         | Охорона здоров'я                                         |                                                          | 8,1%                                                     | 8,1%                                                     |
| Освіта, правозахист, муніципальні та урядові служби      | Освіта, правозахист, муніципальні та урядові служби      |                                                          | 6,1%                                                     | 6,1%                                                     |
| Мистецтво, культура, відпочинок та спорт                 | Мистецтво, культура, відпочинок та спорт                 |                                                          | 1,6%                                                     | 1,6%                                                     |
| Роздрібна торгівля та послуги                            | Роздрібна торгівля та послуги                            |                                                          | 9,4%                                                     | 9,4%                                                     |
| Гуртова торгівля, транспорт та обладнання                | Гуртова торгівля, транспорт та обладнання                |                                                          | 14,6%                                                    | 14,6%                                                    |
| Природні ресурси, сільське господарство                  | Природні ресурси, сільське господарство                  |                                                          | 13,9%                                                    | 13,9%                                                    |
| Виробництво                                              | Виробництво                                              |                                                          | 3,6%                                                     | 3,6%                                                     |

## Населені пункти
До складу муніципального району входять містечко Пінчер-Крик, село Ковлі, індіанські резервації Піїкані 147, Блад 148A, а також хутори, інші малі населені пункти та розосереджені поселення.

## Клімат
Середня річна температура становить 5°C, середня максимальна – 21,5°C, а середня мінімальна – -13,8°C. Середня річна кількість опадів – 520 мм.
| Клімат поселення                              | Клімат поселення | Клімат поселення | Клімат поселення | Клімат поселення | Клімат поселення | Клімат поселення | Клімат поселення | Клімат поселення | Клімат поселення | Клімат поселення | Клімат поселення | Клімат поселення | Клімат поселення |
| Показник                                      | Січ.             | Лют.             | Бер.             | Квіт.            | Трав.            | Черв.            | Лип.             | Серп.            | Вер.             | Жовт.            | Лист.            | Груд.            |                  |
| Середній максимум, °C                         | 0,13             | 2,56             | 6,46             | 11,51            | 16,61            | 20,46            | 21,40            | 21,52            | 16,52            | 11,63            | 3,91             | −0,33            |                  |
| Середня температура, °C                       | −6,81            | −4,38            | −0,5             | 4,56             | 9,66             | 13,51            | 16,34            | 16,44            | 11,45            | 6,58             | −1,16            | −5,4             |                  |
| Середній мінімум, °C                          | −13,76           | −11,33           | −7,44            | −2,39            | 2,71             | 6,56             | 11,28            | 11,38            | 6,38             | 1,50             | −6,23            | −10,47           |                  |
| Норма опадів, мм                              | 24               | 27               | 33               | 35               | 68               | 87               | 58               | 48               | 56               | 32               | 30               | 22               |                  |
| Середньомісячна швидкість вітру, м/с          | 4.43             | 4.02             | 4.24             | 4.20             | 4.02             | 3.80             | 3.40             | 3.22             | 3.50             | 4.02             | 4.34             | 4.36             |                  |
| Середньомісячна сонячна радіація, кДж/м²·день | 4234             | 7698             | 12971            | 17107            | 20761            | 22052            | 23661            | 20289            | 14555            | 8712             | 4589             | 3391             |                  |
| --------------------------------------------- | ---------------- | ---------------- | ---------------- | ---------------- | ---------------- | ---------------- | ---------------- | ---------------- | ---------------- | ---------------- | ---------------- | ---------------- | ---------------- |
| Джерело:                                      |                  |                  |                  |                  |                  |                  |                  |                  |                  |                  |                  |                  |                  |